# Juravkî (Kirovske)
Juravkî (în ucraineană Журавки) este localitatea de reședință a comunei Juravkî din raionul Kirovske, Republica Autonomă Crimeea, Ucraina.

## Demografie
Componența lingvistică a localității Juravkî
     Rusă (45,35%)
     Tătară crimeeană (40,66%)
     Ucraineană (10,09%)
     Belarusă (1,47%)
     Alte limbi (0,06%)
Conform recensământului din 2001, nu exista o limbă vorbită de majoritatea populației, aceasta fiind compusă din vorbitori de rusă (45,35%), tătară crimeeană (40,66%), ucraineană (10,09%) și belarusă (1,47%).